# Fléré-la-Rivière
Fléré-la-Rivière – miejscowość i gmina we Francji, w Regionie Centralnym, w departamencie Indre.
Według danych na rok 1990 gminę zamieszkiwało 628 osób, a gęstość zaludnienia wynosiła 25 osób/km² (wśród 1842 gmin Centre, Fléré-la-Rivière plasuje się na 586. miejscu pod względem liczby ludności, natomiast pod względem powierzchni na miejscu 491.).